# Uvaria leandrii
Uvaria leandrii är en kirimojaväxtart som beskrevs av Jean H.P.A. Ghesquière, Alberto Judice Leote Cavaco och Monique Keraudren. Uvaria leandrii ingår i släktet Uvaria och familjen kirimojaväxter. Inga underarter finns listade i Catalogue of Life.